# Лещенко Віра Георгіївна
Ві́ра Гео́́ргіївна Ле́щенко (уроджена: Білоусова; нар. 1 листопада 1923, Одеса — † 19 грудня 2009, Москва) — радянська російська естрадна співачка, дружина Петра Костянтиновича Лещенка.

## Життєпис
Навчалася в загальній та музичних школах, закінчила музичне училище, Одеську консерваторію.
1942 року познайомилася з Петром Лещенком під час його гастролей в Одесі — виступала теж на концерті, відтоді перебувала з ним в шлюбі.

За цей шлюб його колишня дружила влаштувала так, що він на кілька місяців був призваний до діючої армії. Попередня дружина відсудила собі й ресторан і квартиру, однак Петро повернувся до Віри, хоч і майже жебраком.
В 1944 році подружжя виступає перед військами, що зайняли Бухарест, і відношення до них змінюється. Виступали з концертами перед офіцерами, випущено платівку, Петро записав «Темну ніч», Віра — «Синю хустинку».
Петро Лещенко хотів повернутися, від нього вимагали, щоб їхав один, без дружини — їй не можна було вертатися через шлюб з іноземцем. Відмовившись, Лещенко фактично підписав вирок собі.
1951 року Петро Лещенко арештований, 1952 — його дружина. Присуд — 25 років таборів, відбувала в таборі на Уралі; реабілітована 1954 року.
Виступала в Брянській філармонії, була солісткою, по тому в Москві — у оркестрі Липського, згодом — оркестрі Ренського, Союзконцерту, до пенсії була вокалісткою Москонцерту.
Доля чоловіка їй стала відома набагато пізніше, після багатьох безуспішних оббивань порогів.